# Baki Ymeri
Baki Ymeri (ur. 1 sierpnia 1949 w Šipkovicy) – rumuńsko-albański pisarz i tłumacz, działacz na rzecz praw człowieka oraz na rzecz mniejszości albańskiej w Rumunii.

## Życiorys
Syn Albańczyka i Rumunki. W latach 1969–1973 kierował katedrą języka i literatury albańskiej Wydziału Filologii Uniwersytetu w Prisztinie. Był ścigany przez władze jugosłowiańskie, więc w 1973 roku uciekł do Bukaresztu, następnie odbywał studia w Wiedniu i Bukareszcie. W 1975 roku został aresztowany, a rok później skazany przez sąd w Skopje na karę 6 lat ciężkiego więzienia z powodu działalności opozycyjnej.
Współpracował z albańskojęzyczną prasą z Kosowa oraz Macedonii, tłumaczył też literaturę albańską na język rumuński i odwrotnie.
Jest autorem ośmiu monografii o diasporze albańskiej, należy do Ligi Pisarzy Rumunii.

## Nagrody i nominacje
Był nominowany przez American Biographical Institute do tytułu Człowieka Roku 2001.
6 grudnia 2006 roku albański klub pisarski Drita uhonorował go Złotym Piórem.